# Gli abitanti di Hemsö
Gli abitanti di Hemsö (Hemsöborna) è un romanzo del 1887 dello scrittore, drammaturgo e pittore svedese Johan August Strindberg.
Soggetto del romanzo è la vita degli abitanti di un isolotto dell'Arcipelago di Stoccolma. Dal romanzo lo stesso autore ne trasse poi nel 1889 anche un'opera teatrale, una "commedia popolare in quattro atti".

## Storia editoriale
Il romanzo fu composto da Strindberg durante il suo primo lungo periodo di "autoesilio" all'estero, soprattutto in Germania e Svizzera, dal 1883 al 1889. Gli anni immediatamente precedenti la composizione di questo romanzo erano stati alquanto tumultuosi nei rapporti di Strindberg con il pubblico e con gli ambienti letterari svedesi, la maggior parte dei quali ultraconservatori, inquinato dalle polemiche seguite alla pubblicazione del pamphlet satirico Il nuovo regno (Den nya riket, 1882) e alla pubblicazione dei racconti sul matrimonio della raccolta Sposarsi (Giftas, 1884-1886), in particolare per il racconto Il prezzo della virtù (Dygdens lön) che gli valse addirittura un processo per blasfemia. Strindberg inoltre si era guadagnato in patria la fama di autore antifemminista e misogino. Il suo editore Albert Bonnier, preoccupato dalle conseguenze del processo e dall'impopolarità del suo autore, nel luglio del 1887 gli commissionò un libro «che non tratti ne di Lei stesso, né dei Suoi amici o nemici né della questione femminile».

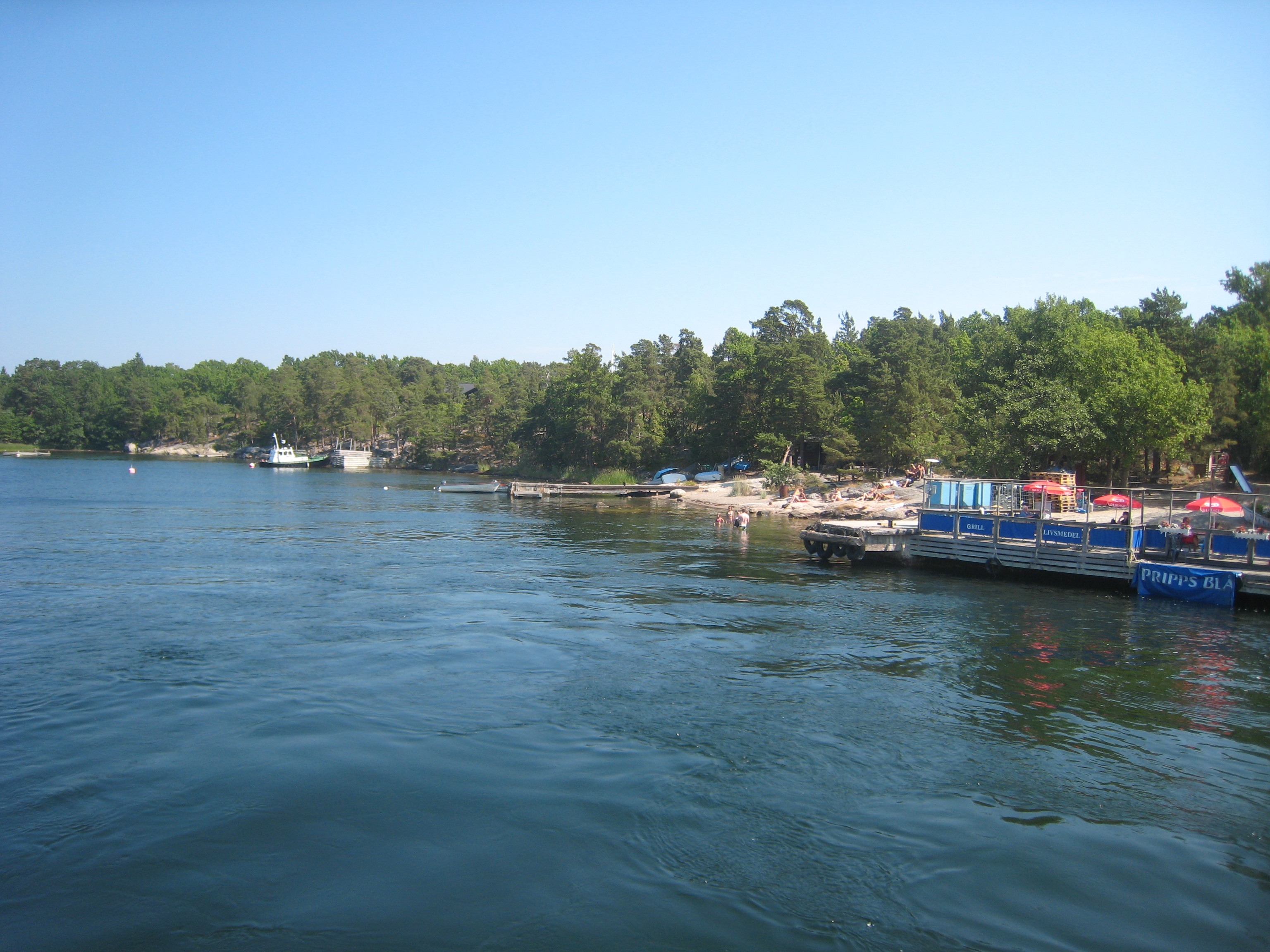
Kymmendö, molo

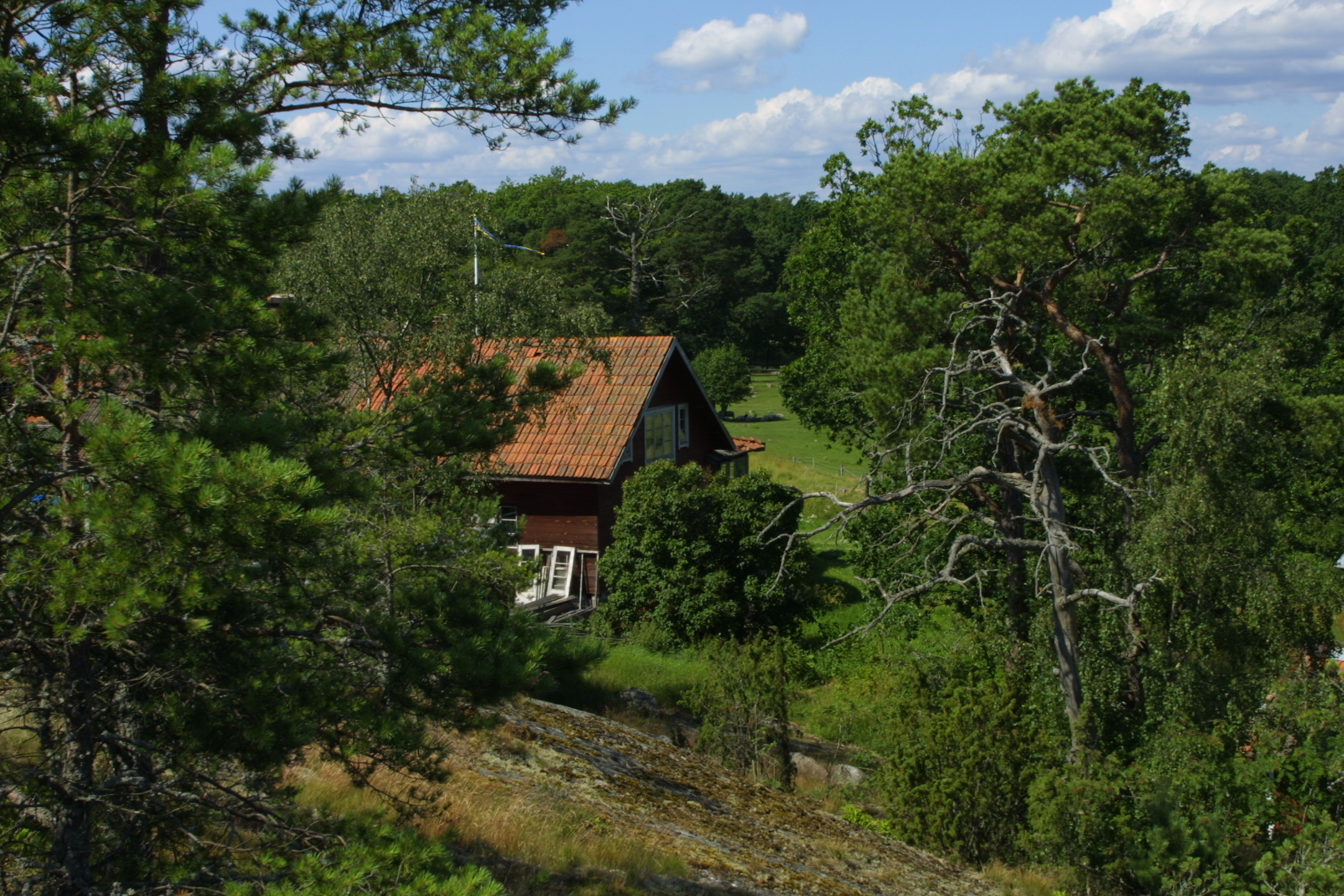
Kymmendö, abitazione utilizzata da Strindberg nei suoi soggiorni sull'isola

Gli abitanti di Hemsö fu scritto in poche settimane a Lindau, in Baviera, terminato nell'ottobre del 1887 e pubblicato nel dicembre dello stesso anno. Strindberg aveva ambientato il romanzo in un isolotto dell'arcipelago di Stoccolma, territorio che conosceva abbastanza bene avendo trascorso per quattro anni, a partire dal 1872, le vacanze estive con la famiglia nell'isola di Kymmendö. Come scrisse al critico Pehr Staaff nell'agosto 1887, Strindberg si dedicò a scrivere una storia che non aveva nulla da invidiare al naturalismo di Zola, fosse esente da allusioni alla politica e sociale, intesa a ritrarre «la complessità della vita nei suoi aspetti positivi e negativi, nella sua oscillazione tra tono serio e giocoso, tra il grottesco e il grandioso». Gli abitanti di Hemsö ebbe molto successo ed è il romanzo più popolare di Strindberg. È stato tradotto sei volte in lingua italiana a partire dal 1934.

## Trama
La signora Flod, una anziana e benestante vedova, assume Carlsson, un contadino värmlandese, perché amministri i poderi di famiglia sull'isolotto di Hemsö. In quanto forestiero amante della terraferma, Carlsson suscita diffidenza fra gli abitanti dell'isolotto, marinai e pescatori, i quali dibattono a lungo se Carlsson sia un furfante attratto dai beni della vedova o un uomo laborioso che cerca di far rifiorire la fattoria a lungo trascurata. Sebbene anziana, la vedova Flod non ha tuttavia rinunciato alle gioie della vita: mette gli occhi addosso a Carlsson e infine gli propone le nozze. Carlsson acconsente, a patto di assicurarsi per testamento le proprietà dei Flod. Ma quando Carlsson pensa di essere ormai al sicuro e di potersi dedicare in tranquillità a una giovane amante, la moglie scopre la tresca e distrugge il testamento. Dopo "la roba", Carlsson perde anche la vita, annegando mentre accompagna in chiesa per il rito funebre, in barca, la moglie morta.

## Personaggi
Anna Eva Flodanziana e ricca vedova di Hemsö
Gusten Flodfiglio della vedova Flod, amante della caccia, poco incline alla gestione degli affari di famiglia
Johannes Edvard Carlssonfurbo contadino del Värmland, mette a punto un piano di conquista del potere e del benessere all'interno della fattoria
Norman e Rundqvistamici di Gusten
Idacuoca, corteggiata da Carlsson prima del matrimonio
Claral'ultima conquista di Carlsson

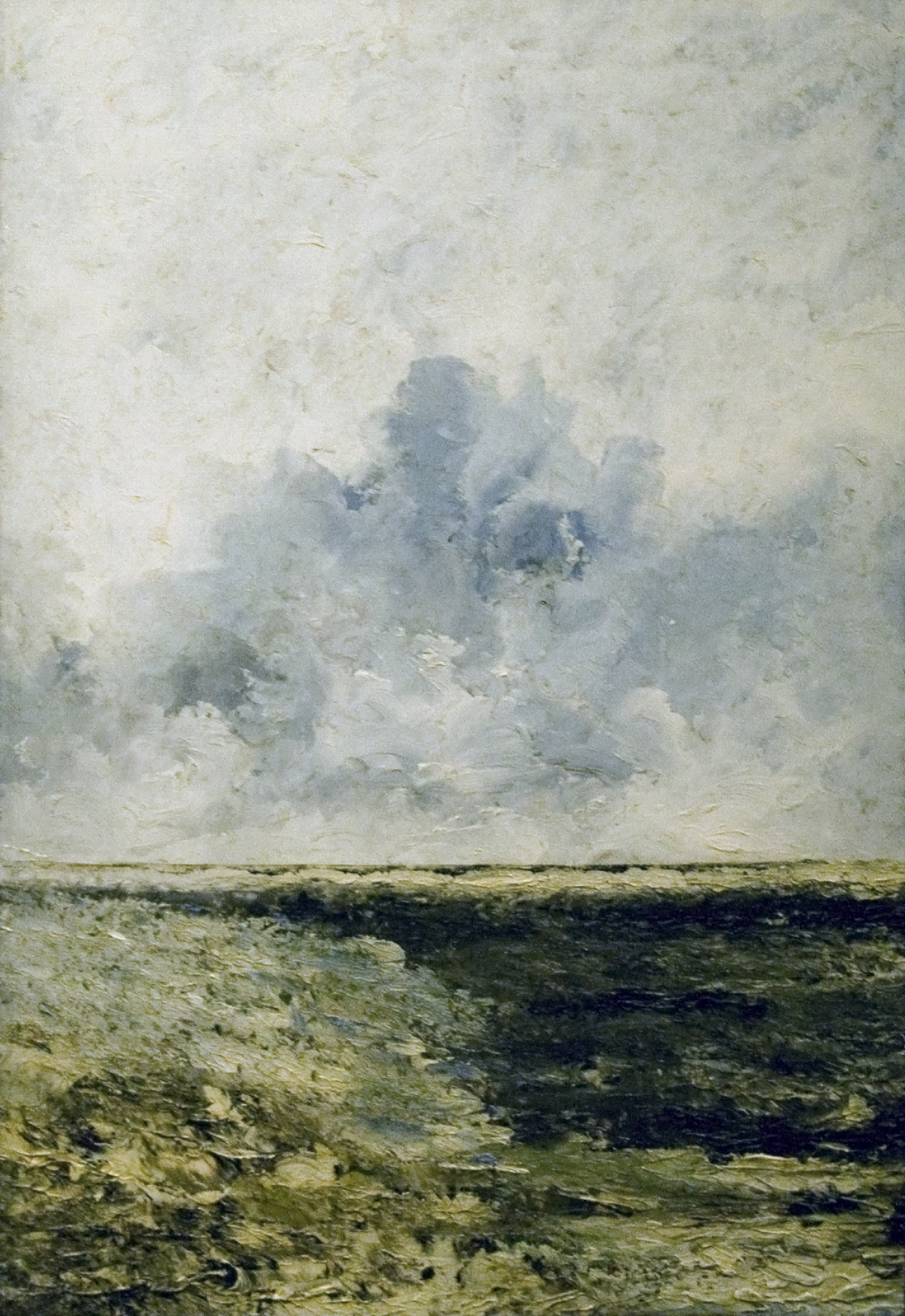
August Strindberg, Paesaggio marino, 1894 (Stockholm, Nationalmuseum)

## Critica
Per Sue Prideaux "Gli abitanti di Hemsö" è il grande capolavoro comico scandinavo, un romanzo comico sulla vita contadina, paragonato dallo stesso autore a un dipinto di Bruegel, ambientato sull'isolotto immaginario di Hemsö, un Kymmendö poco camuffato. Per Vittorio Santoli, «sebbene pieno di brio e di "gauloiseries" e [...] non vi manchino parti umoristiche e comiche», il romanzo «non è comico né umoristico [...] ma alla base c'è un'intuizione radicalmente pessimistica: quella gente di Hemso è mossa solo dalla cupidigia e dalla brama». Come riferisce Lars Dahlbäck, in questo romanzo Strindberg, pittore egli stesso, prende a modello la pittura della scuola fiamminga del Seicento. Anche Anna Maria Segala ricorda che in questo romanzo «si rivela la cultura iconografica dello Strindberg pittore, quello meno noto in Italia perché le personali dei suoi quadri, oltre che della fotografia e delle celestografie, hanno avuto scarsissima circolazione».

## Opere derivate
- Hemsöborna, film muto diretto da Carl Barcklind (Svezia, 1919)[17]
- Hemsöborna, film diretto da Sigurd Wallén (Svezia, 1944)[18]
- Hemsöborna, film diretto da Arne Mattsson (Svezia, 1955)[19]
- Hemsöborna, film TV diretto da Bengt Lagerkvist (Svezia, 1966)[20]

## Edizioni
- (SV) Hemsöborna: skärgårdsberättelse, 1ª ed., Stockholm, Albert Bonniers Förlag, 1887.
- Augusto Strindberg, Gli abitanti di Hemsö, a cura di Zino Zini, Introduzione di Zino Zini, Torino, UTET, 1934.
- Quelli di Hemsö: romanzo, traduzione di Bruno Ducati, Milano, Garzanti, 1944.
- Gli isolani di Hemsö, collana Collezione I classici Unedi, Scrittori stranieri, traduzione di Mario Gabrieli, Introduzione di Mario Gabrieli, Firenze, G. C. Sansoni, 1966.
- Franco Perrelli (a cura di), La gente di Hemsö, collana Collezione GUM; 103, traduzione di Francesco Moccia, Milano, Mursia, 1988.
- Ludovica Koch e Lars Dahlbäck (a cura di), Gli isolani di Hemsö, in Romanzi e racconti di August Strindberg, collana Collezione I Meridiani, vol. 2, Milano, Mondadori, 1994, ISBN 88-04-36389-4.
- Gli abitanti di Hemsö, in Gli abitanti di Hemsö; Il capro espiatorio, traduzione di Daniela Marcheschi, Introduzione di Anna Maria Segala; Nota del Traduttore di Daniela Marcheschi, Roma, La Biblioteca di Repubblica, 2004, ISBN 88-89145-18-8.